# Pimpinella rollae
Pimpinella rollae är en flockblommig växtart som beskrevs av Billore och Koppula Hemadri. Pimpinella rollae ingår i släktet bockrötter, och familjen flockblommiga växter. Inga underarter finns listade i Catalogue of Life.